# Ludwig Valenta

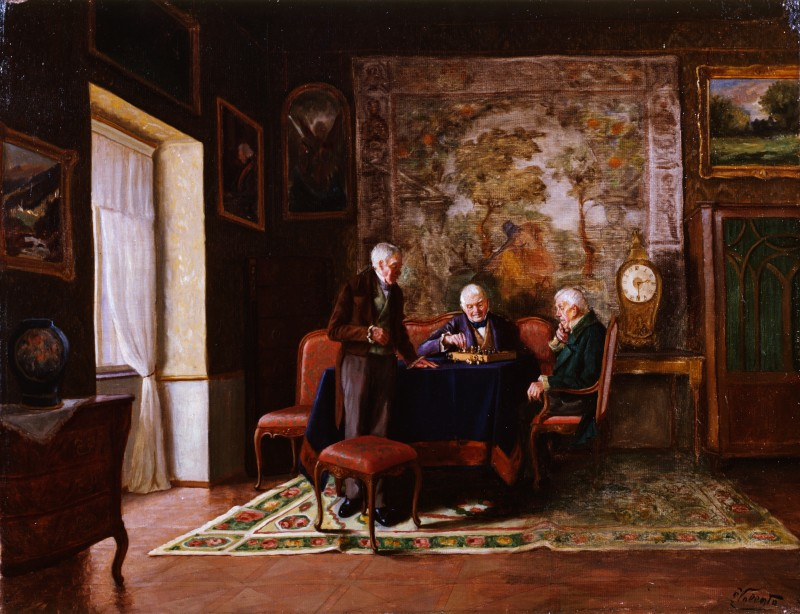
Partita a scacchi (Fondazione Cariplo)

Ludwig Valenta (1882 – 1943) è stato un pittore austriaco.